# Лангелсхајм
Лангелсхајм (њем. Langelsheim) град је у њемачкој савезној држави Доња Саксонија. Једно је од 15 општинских средишта округа Гослар. Према процјени из 2010. у граду је живјело 12.636 становника. Посједује регионалну шифру (AGS) 3153007.

## Географски и демографски подаци
Лангелсхајм се налази у савезној држави Доња Саксонија у округу Гослар. Град се налази на надморској висини од 204 метра. Површина општине износи 48,7 km². У самом граду је, према процјени из 2010. године, живјело 12.636 становника. Просјечна густина становништва износи 259 становника/km².

## Међународна сарадња
| Мјесто | Држава    | Врста сарадње | Од    |
| ------ | --------- | ------------- | ----- |
| Емен   | Холандија | партнерство   | 1991. |
| Извор  |           |               |       |